# CNO-cykeln

Översikt över CNO I-cykeln.

CNO-cykeln (från engelskans carbon-nitrogen-oxygen cycle; kol-kväve-syrecykeln), ibland även kallad Bethe-Weizsäckercykeln, är en av två primära fusionsreaktioner genom vilka stjärnor konverterar väte till helium. Det främsta alternativet är proton-protonkedjan. Teoretiska modeller visar att CNO-cykeln är den dominerande källan till energi i stjärnor större än solen. Proton-protonkedjan dominerar i stjärnor av solens storlek eller mindre. Skillnaden kommer från hur temperaturberoende reaktionerna är; pp-kedjans reaktioner sker vid temperaturer runt 4 × 106 K, vilket gör den dominerande för mindre stjärnor. CNO-kedjan börjar ske vid omkring 13 × 106 K, men dess effektivitet stiger mycket snabbare med ökande temperatur. Vid ~17 × 106 K börjar CNO-cykeln bli den dominerande energikällan.
Solen har en temperatur på omkring 15,7 × 106 K och endast 1,7% av 4He-kärnorna som skapas i solen kommer från CNO-cykeln. Processen föreslogs av Carl Friedrich von Weizsäcker och Hans Bethe oberoende av varandra under 1938 och 1939.
I CNO-cykeln använder de fyra protonerna kol-, kväve- och syreisotoper som katalysatorer för att skapa en alfapartikel, två positroner och två neutriner. Positronerna kommer nästan omedelbart annihileras med elektroner, vilket frigör energi i form av gammastrålar. Neutrinerna interagerar mycket dåligt med materia och färdas obehindrat ut ur stjärnan, vilket för bort en viss energi. Kol-, kväve- och syreisotoperna är i själva verket en och samma kärna som genomgår ett antal omvandlingar i en ständigt upprepande cykel.

## CNO-I
Huvudreaktionerna i CNO-cykeln är:
12C + 1H → 13N + γ + 1,95 MeV

13N → 13C + e+ + νe + 2,22 MeV

13C + 1H → 14N + γ + 7,54 MeV

14N + 1H → 15O + γ + 7,35 MeV

15O → 15N + e+ + νe + 2,75 MeV

15N + 1H → 12C + 4He + 4,96 MeV  
I serien återskapas 12C-kärnan från den första reaktionen i den sista reaktionen.

## CNO-II
I en mindre gren av cykeln, vilken i solen endast sker i 0,04% av fallen, skapar den sista reaktionen ovan inte en 12C-kärna och en alfapartikel utan istället en 16O-kärna och en foton, vilket leder till följande reaktioner:
15N + 1H → 16O + γ + 12,13 MeV

16O + 1H → 17F + γ + 0,60 MeV

17F → 17O + e+ + νe + 2,76 MeV

17O + 1H → 14N + 4He + 1,19 MeV

14N + 1H → 15O + γ + 7,35 MeV

15O → 15N + e+ + νe + 2,75 MeV
Precis som kol-, kväve- och syrekärnorna inblandade i huvudgrenen är fluorkärnan som skapas i den mindre grenen enbart en katalysator och ackumuleras inte i stjärnan.

## OF-cykeln
OF-cykeln är betydande enbart för tunga stjärnor. Cykeln startar när en av reaktionerna i CNO II-cykeln skapar 18F och en gammafoton istället för 14N och en alfapartikel:
17O + 1H → 18F + γ + 5,61 MeV

18F → 18O + e+ + νe + 1,656 MeV

18O + 1H → 19F + γ + 7,994 MeV

19F + 1H → 16O + 4He + 8,114 MeV

16O + 1H → 17F + γ + 0,60 MeV

17F → 17O + e+ + νe + 2,76 MeV
Notera att alla CNO-cykler resulterar i samma sak: 

4 p → 4He + 2 e+ + 2 νe + 26,8 MeV  

## Bruk inom astronomin
Medan det totala antalet CNO-kärnor alltid är detsamma i cykeln ändras proportionerna av kärnorna över tiden. När cykeln först har nått jämvikt närmar sig förhållandet kol-12/kol-13 3,5. Samtidigt blir kväve-14 den vanligaste kärnan, oavsett hur sammansättningen ursprungligen såg ut. Under stjärnans utveckling för konvektion upp material där CNO-cykeln har skett till ytan, vilket förändrar den observerade sammansättningen av stjärnan. Röda jättar observeras ha lägre förhållande mellan kol-12 och kol-13 samt kol-12 och kväve-14 än huvudsekvensstjärnor, vilket anses vara bevis för att kärnenergi genereras i stjärnorna genom fusion av väte.
Närvaron av de tyngre grundämnena kol, kväve och syre skapar en övre gräns för hur tunga stjärnor kan bli på omkring 150 solmassor. Det spekuleras i att de första stjärnorna, där dessa ämnen inte fanns (så kallade metallicetet-fattiga stjärnor), kunde uppnå en massa på upp till 250 solmassor. Anledningen är att processen blir så pass effektiv i riktigt tunga stjärnor att material över gränsen skulle tryckas undan av den enorma utstrålningen av energi.